# ترافيس ويلينغهام
ترافيس ويلينغهام (Travis Willingham) (اسمه الكامل ترافيس هامبتون ويلينغهام (Travis Hampton Willingham)) هو مؤدي أصوات أمريكي ولد في 3 أغسطس 1981 في دالاس، تكساس.

## زواجه
- لورا بايلي (2011-حالياً)

## أدواره في الأنمي المدبلج للإنجليزية

### مسلسلات أنمي تلفزيونية
- خيميائي الفولاذ - روي موستانغ
- خيميائي الفولاذ FULLMETAL ALCHEMIST - روي موستانغ
- بليتش - أشيدو كانو، أيسرينغر, لاف أيكاوا, كوغو غينجو
- ون بيس - بورتغاس دي. إيس
- يو يو هاكوشو - ياناغيساوا، توو
- سكول رمبل - ماساكازو توغو
- موشيشي - غينكو
- نادي مضيفي ثانوية أوران - تاكاشي مورينوزوكا
- دي جرايمان - يو كاندا
- المحقق كونان
- داركر ذان بلاك -المقاول الأسود- - أماغيري
- كود جياس لولوش المتمرد - أندرياس دارلتون
- سول إيتر - فري/رجل عين العفريت
- أسطول الزجاج - كليو
- إيرغو بروكسي - إيغي
- غوست هنت - هوشو تاكيغاوا
- ناروتو شيبودن - زتسو، جوغو
- برج درواغا 〜the Aegis of URUK〜 - نيبا
- برج درواغا 〜the Sword of URUK〜 - نيبا
- بلاك بلاد براذرز - بادريك سيريهان
- بلاسريتر - هيرمان سالتزا
- فامباير نايت - توغا ياغاري
- فامباير نايت Guilty - توغا ياغاري
- كيكايشي - هازاما توكيموري
- سنغوكو باسارا - كاتاكورا كوجورو
- التلميذ الأقوى في التاريخ كينيتشي - لوكي
- تايغر آند باني - أنطونيو لوبيز/روك بايسون
- بليزبلو ألتر ميموري - ريليوس كلوفر

### أوفا أنمي
- سكول رمبل:حصص إضافية - ماساكازو توغو
- تسوباسا طوكيو ريفيليشن - كوساناغي

### أفلام أنمي
- فيلم خيميائي الفولاذ: محتل شامبالا - روي موستانغ
- فكسل - ليون
- بليتش: ذا داياموند داست ريبيليون, هيورينمارو آخر - هيورينمارو

## أدواره في الرسوم المتحركة
- فرقة الأبطال الخارقين - هالك
- ألتيميت سبايدرمان - ثور
- إجتماع المنتقمون - ثور
- هالك وعملاء سماش - ثور
- فارس وفادي: مهمة مارفل - ثور
- صوفيا الأولى - الملك رولاند الثاني
- سونيك بوم - النضناض ناكلز، سور الصقر، القرد العجوز

## أدواره في ألعاب الفيديو
- سلسلة ألعاب ستريت فايتر
  - ستريت فايتر IV - غايل
  - سوبر ستريت فايتر IV - غايل
  - سوبر ستريت فايتر IV آركيد إديشن - غايل
  - ألترا ستريت فايتر IV - غايل
  - ستريت فايتر V - غايل
- ستريت فايتر X تيكن - غايل
- ترانسفورمرز: وور فور سايبرترون - سايدسوايب، هوت شوت
- سنغوكو باسارا: ساموراي هيروز - كوجورو كاتاكورا
- كاثرين - جوني
- سلسلة ألعاب بليزبلو
  - بليزبلو كونتينيوم شيفت - ريليوس كلوفر
  - بليزبلو كرونوفانتازما - ريليوس كلوفر
- تيلز أوف فيسبيريا - كلينت
- تيلز أوف إكسيليا - غايوس
- تيلز أوف إكسيليا 2 - غايوس
- سلسلة ألعاب القنفذ سونيك
  - سونيك جينيريشنز - النضناض ناكلز
  - سونيك لوست ورلد - النضناض ناكلز، زافوك
- ناروتو شيبودن: كيزونا درايف - جوغو، زتسو
- ناروتو شيبودن: ألتيميت نينجا ستورم ريفولوشن - جوغو
- ناروتو شيبودن: ألتيميت نينجا ستورم 4 - جوغو
- فاير إمبلم أويكينينغ - لونكو، بريدي
- فاير إمبلم فيتس - هانس

## وصلات خارجية
- ترافيس ويلينغهام على موقع IMDb (الإنجليزية)
- ترافيس ويلينغهام على موقع ألو سيني (الفرنسية)
- ترافيس ويلينغهام على موقع تيرنر كلاسيك موفيز (الإنجليزية)
- ترافيس ويلينغهام على موقع أول موفي (الإنجليزية)
- ترافيس ويلينغهام على موقع قاعدة بيانات الفيلم (الإنجليزية)
- ترافيس ويلينغهام على موقع كينوبويسك (الروسية)
- ترافيس ويلينغهام على موقع ANN person (الإنجليزية)

- [وصلة مكسورة]